# To Save a Child: An Intimate Live Concert
To Save a Child: An Intimate Live Concert es un álbum en directo del músico británico Eric Clapton, publicado en julio de 2024. El álbum recoge un concierto de Clapton grabado en Londres frente a un público reducido el 8 de diciembre de 2023, el cual contó con la colaboración de Dhani Harrison en la canción "Give Me Love (Give Me Peace on Earth)". Los ingresos por las ventas de To Save a Child: An Intimate Live Concert fueron destinados a ayudar a los niños de Gaza con motivo de la invasión de la Franja de Gaza en octubre de 2023.
| N.º | Título                                                       | Duración |  |
| 1.  | «Voice Of A Child»                                           |          |  |
| 2.  | «Tears in Heaven»                                            |          |  |
| 3.  | «Layla»                                                      |          |  |
| 4.  | «Nobody Knows You When You're Down And Out»                  |          |  |
| 5.  | «Key To The Highway»                                         |          |  |
| 6.  | «Hoochie Coochie Man»                                        |          |  |
| 7.  | «River Of Tears»                                             |          |  |
| 8.  | «Got To Get Better In A Little While»                        |          |  |
| 9.  | «The Sky Is Crying»                                          |          |  |
| 10. | «Crossroads»                                                 |          |  |
| 11. | «Give Me Love (Give Me Peace On Earth)» (Con Dhani Harrison) |          |  |
| 12. | «Prayer Of A Child»                                          |          |  |

## Posición en listas
| País                            | Posición |
| ------------------------------- | -------- |
| Alemania (Media Control Charts) | 24       |
| Austria (Ö3 Austria)            | 13       |
| Bélgica (Ultratop valona)       | 133      |
| Reino Unido (UK Albums Chart)   | 74       |